# バーダル (ネパールの政治家)
バーダル（Badal）はネパールの政治家、革命家。現在、同国の内務大臣。かつては国防大臣を務めた。本名はラーム・バハドゥル・タパ(Ram Bahadur Thapa)。
ネパール共産党毛沢東主義派(CPN(M))では政治局員でプラチャンダ、バーブラーム・バッタライに次いでNo.3の地位にあると目されていた。2021年4月にCPN(M)を除名されている。

## 来歴
プラチャンダと同じチトワン郡出身で学生時代から親しかった。ロシアへ留学し、原子工学を学んだ。CPN(M)ではキランとともに党内の「強硬派」として、プラチャンダ、バッタライと対立することもあると見られている。全党的に人気があり、プラチャンダの最大のライバルであるという見方も存在した。2008年より2009年まで、プラチャンダ政権で国防大臣を務めた。
2018年に発足したK.P.シャルマ・オリ政権で内務大臣に就任。CPN(M)とネパール共産党が併合し新たに発足したネパール共産党に属していたが、統合そのものが却下されたため元のCPN(M)に戻った。2021年4月9日にCPN(M)を除名されたため同18日に国会議員の資格を失い、自動的に内務大臣からも解任されたが、オリ首相より即座に再任された。バーダルは国政に復帰するべく5月20日の国会議員補欠選挙に立候補し、投票3日前からは特定候補への投票を促すことを禁じられる『沈黙の期間』となる選挙規範を犯してでもオリ首相がバーダルに投票を呼びかけるなど支援を受けたが結果は落選。同日に最高裁判所が非国会議員を大臣へ任命することは違憲との判断を下しすでに7人が閣僚を解任されていたこともあり、22日に議会は解散され、11月に総選挙を実施することとなった。